# Louis Nicolas Vauquelin

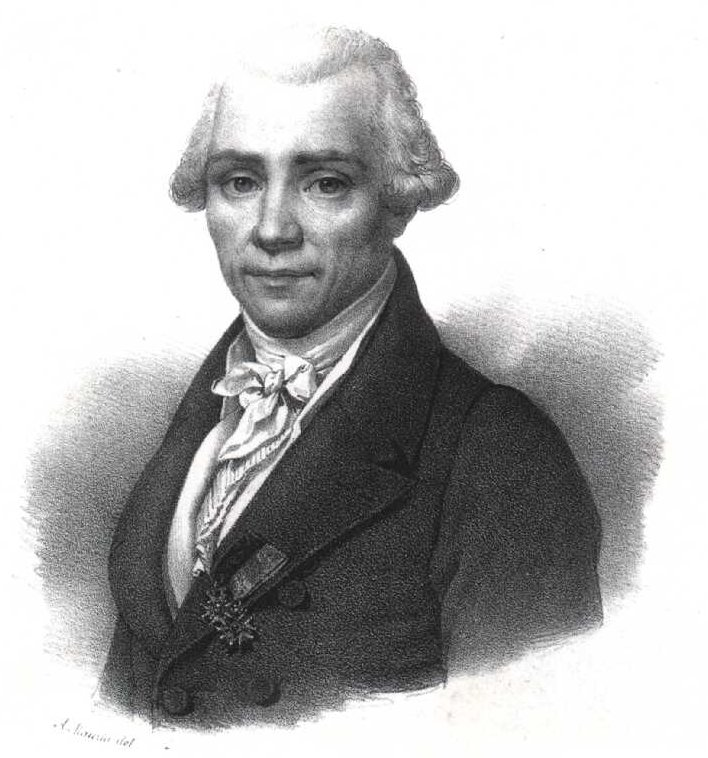
Louis Nicolas Vauquelin

Louis Nicolas Vauquelin (ur. 16 maja 1763 w Saint-André-d’Hébertot, zm. 14 listopada 1829 tamże) – profesor chemii w Paryżu od roku 1809. Zajmował się analizą chemiczną. Między innymi ulepszył metody analizy minerałów i ilościowego rozdzielania metali. Odkrył chrom w roku 1797 i beryl w 1798. Prowadził badania nad związkami pochodzenia roślinnego i zwierzęcego. Otrzymał eter dietylowy przez odwodnienie etanolu. W roku 1799 wydał pierwszy podręcznik chemii analitycznej.